# Museu Nacional da Universidade Federal do Rio de Janeiro

Logo des Museums

Das Museu Nacional da Universidade Federal do Rio de Janeiro (MN), kurz auch Museu Nacional UFRJ (deutsch Nationalmuseum der Bundesuniversität von Rio de Janeiro) ist die älteste wissenschaftliche Einrichtung Brasiliens und das größte natur- und völkerkundliche Museum Lateinamerikas mit einer bedeutenden paläontologischen und anthropologischen Sammlung, zu der auch die bekanntesten Skelett-Fragmente Amerikas, die sogenannte „Luzia“, sowie einige der ältesten Dinosaurierfossilien Lateinamerikas gehören, u. a. das einzige bekannte Skelett des Maxakalisaurus. Zu den Exponaten zählt auch eine Sammlung von Meteoriten, die unter anderem den Bendegó-Meteoriten umfasst.

## Geschichte

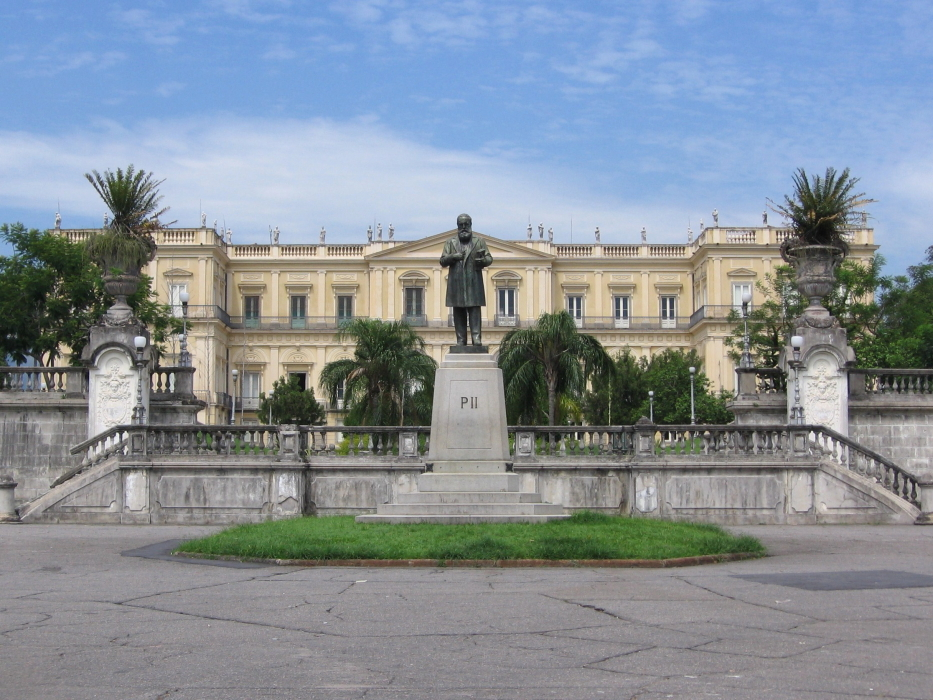
Frontansicht des Museums (2010)

### Gründung
Das Museum wurde am 6. Juni 1818 per Dekret durch den portugiesischen König Johann VI. als Museu Real gegründet. Es sollte der Förderung der Wissenschaft und Forschung in Brasilien dienen. Ursprünglich beherbergte das Museum eine botanische Sammlung und präparierte Tiere, insbesondere Vögel, wodurch das alte Gebäude, das sich noch am Campo de Santana im Stadtzentrum Rio de Janeiros befand, als „Vogelhaus“ (Casa dos Pássaros) bekannt wurde. Zum ersten Direktor wurde der Franziskaner und Naturwissenschaftler Frei José da Costa Azevedo ernannt.
1824 erfolgte eine Umbenennung in Museu Imperial e Nacional. Kaiser Pedro I. hatte eine Reihe ägyptischer Kunstwerke und Mumien für das Museum erworben, Kaiserin Teresa Cristina eine Sammlung griechischer, etruskischer und römischer Kunstwerke. Zu den Exponaten gehört auch der mit einem Gewicht von mehr als fünf Tonnen größte Meteorit, der in Lateinamerika bisher gefunden wurde.

### Umzug in den Palácio de São Cristóvão
Das Museum heißt seit der Republikgründung Museu Nacional und befindet sich seit 1892 im Palácio de São Cristóvão, einem früheren Sitz der königlich-portugiesischen und von 1822 bis 1889 der kaiserlich-brasilianischen Familie sowie 1890/1891 der ersten verfassunggebenden Versammlung der Republik, im heutigen Stadtpark Quinta da Boa Vista.

### 20. und 21. Jahrhundert
Im Mai 1938 wurde das Museum unter der Nr. 101 in die Denkmalliste des Serviço do Patrimônio Histórico e Artístico Nacional und heutigem IPHAN eingetragen. Seit 1946 ist das Museum als eines von sieben Museen mit der Universidade Federal do Rio de Janeiro verbunden.
Museumsdirektor ist seit Februar 2018 für die Amtszeit bis 2021 der Paläontologe Alexander Kellner, der seiner Amtsvorgängerin, der Archäologin und biologischen Anthropologin Cláudia Rodrigues Ferreira de Carvalho nachfolgte.

### Brand am 2. September 2018

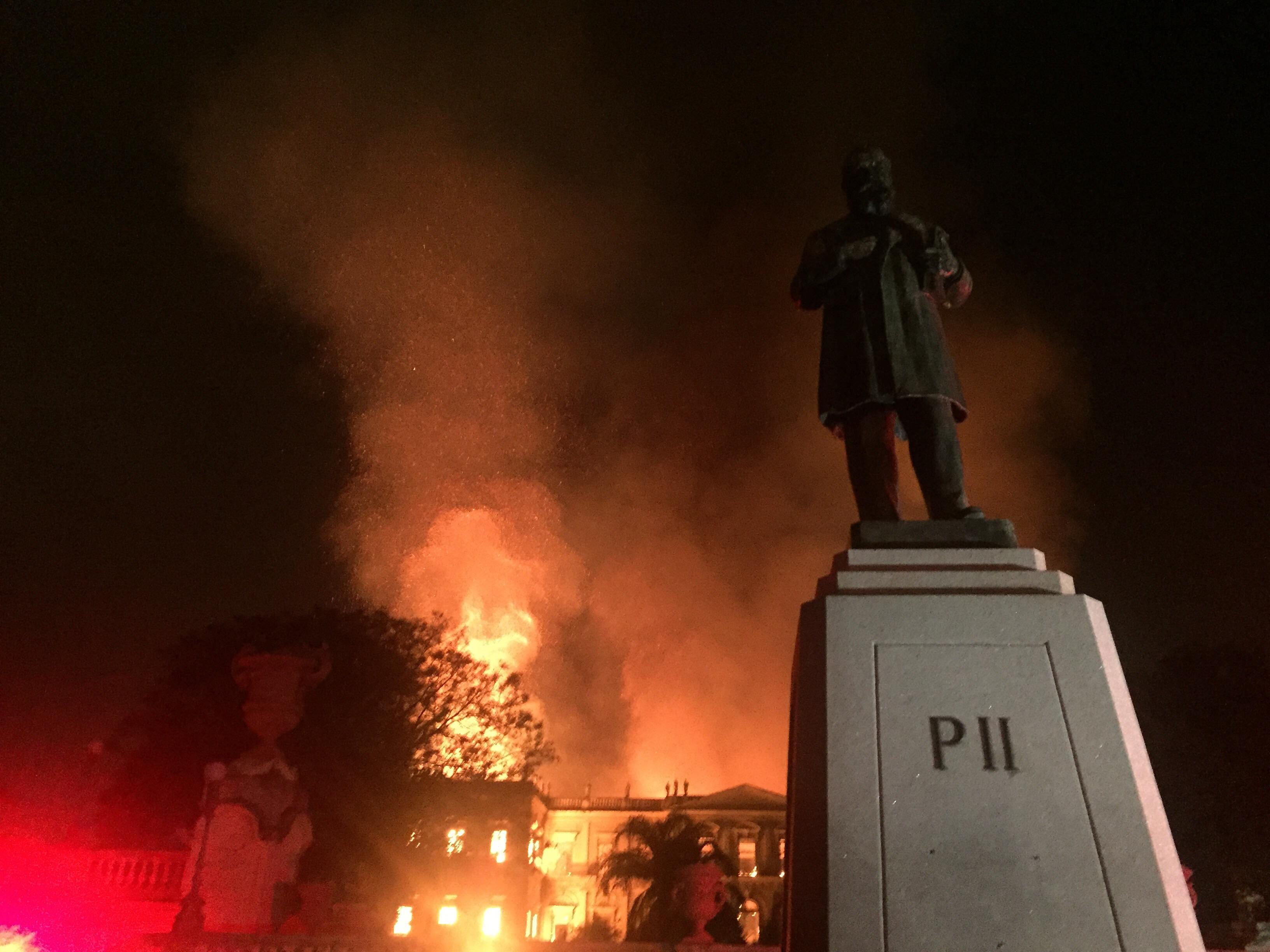
Feuer am 2. September 2018

In der Nacht vom 2. auf den 3. September 2018 wurde das Museumsgebäude durch einen Großbrand zerstört; nach ersten Erkenntnissen dürfte ein großer Teil der rund 20 Millionen Exponate verloren oder stark beschädigt sein.

## Museumsorganisation
Die Hauptabteilungen des Museums gliedern sich in:
- das Departamento de Antropologia (Abteilung für Anthropologie) mit den Sektionen für biologische Anthropologie, Sozialanthropologie, Archäologie, Ethnologie und Ethnografie und der Sektion Linguistik sowie etwa 130.000 anthropologischen Museumsobjekten;
- das Departamento de Botânica (Abteilung für Botanik) mit dem 1831 von dem deutschen Botaniker Ludwig Riedel (1790–1861) gegründeten Herbarium mit 550.000 Sammlungsobjekten sowie einem botanischen Garten (Horto Botânico) mit einer Fläche von 40.748,50 m², davon rund 20.000 m² Grünfläche mit etwa 330 Beispielen aus den brasilianischen Ökosystemen und exotischer Pflanzen;
- das Departamento de Entomologia (Abteilung für Insektenkunde) mit etwa 5 Millionen Sammlungsobjekten;
- das 1842 gegründete Departamento de Geologia e Paleontologia (DGP) (Abteilung für Geologie und Paläontologie), das mit Stand 2017 26.160 fossile Sammlungsobjekte im Bestand hatte;
- das Departamento de Invertebrados (Abteilung für Wirbellose) mit einer Sammlung zusammen mit der der Weichtiere von rund 45.000 Sammlungsobjekten;
- das Departamento de Vertebrados (Abteilung für Wirbeltiere);
- Postgraduiertenprogramme.

## Exponate
Zu den bekanntesten Exponaten gehörten die auf ein Alter von etwa 11.000 Jahren datierten Skelettteile von Luzia, das damit zu den ältesten menschlichen Überresten gehört, die bisher auf brasilianischem Boden gefunden wurden. Zum anderen waren im Museum Überreste des 1998 in Brasilien entdeckten Maxakalisaurus zu sehen. An Kunstgegenständen enthielt das Museum eine Sammlung von Hunderten altägyptischen Kunstgegenständen – die größte derartige Sammlung in Lateinamerika. Das Museum beherbergte mehrere Fresken aus Pompeii und zahlreiche Artefakte präkolonialer indigener Kulturen aus Mittel- und Südamerika.

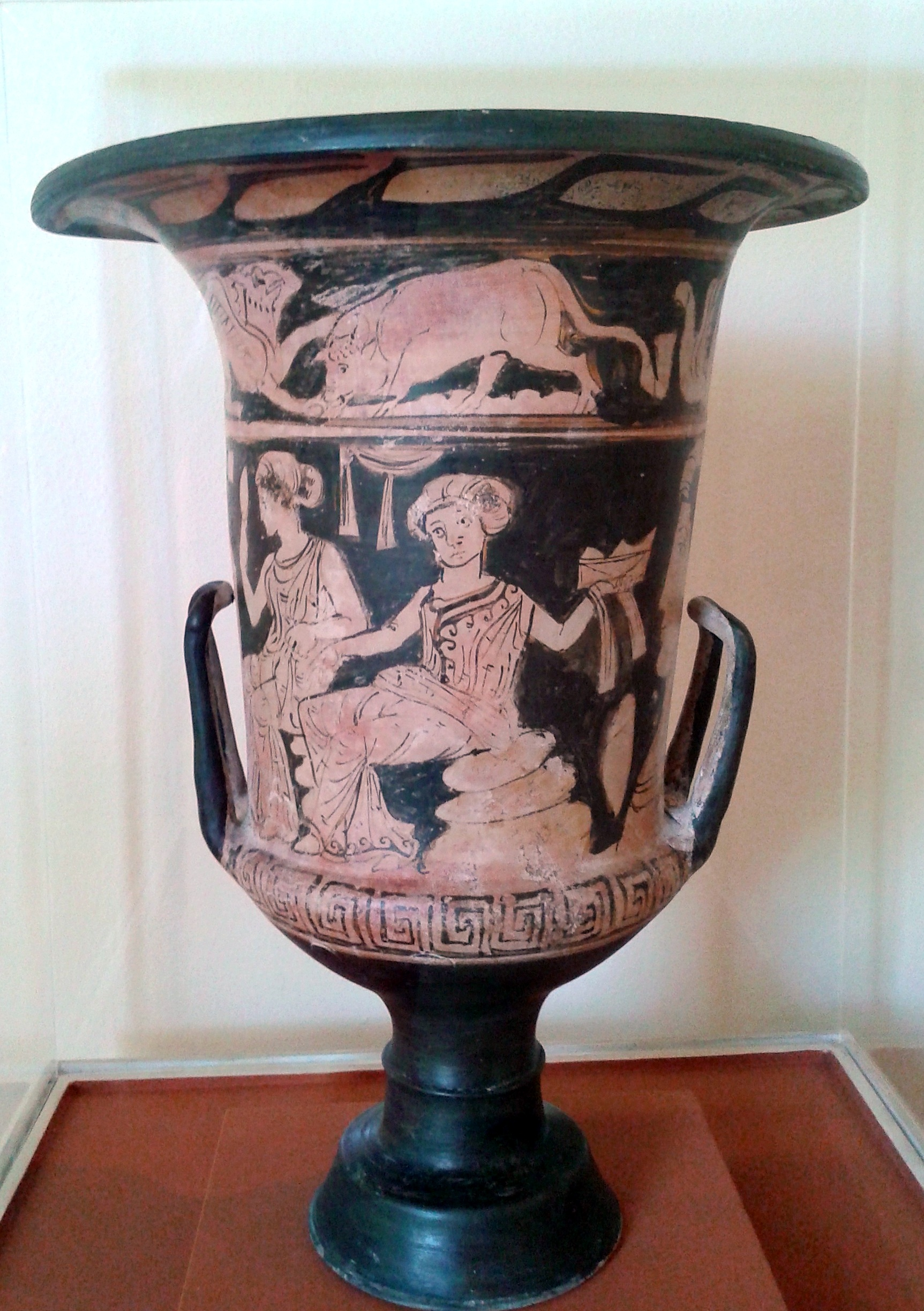
Kelch der rotfigurigen Vasenmalerei aus Kampanien (ca. 4. Jh. v. Chr.)
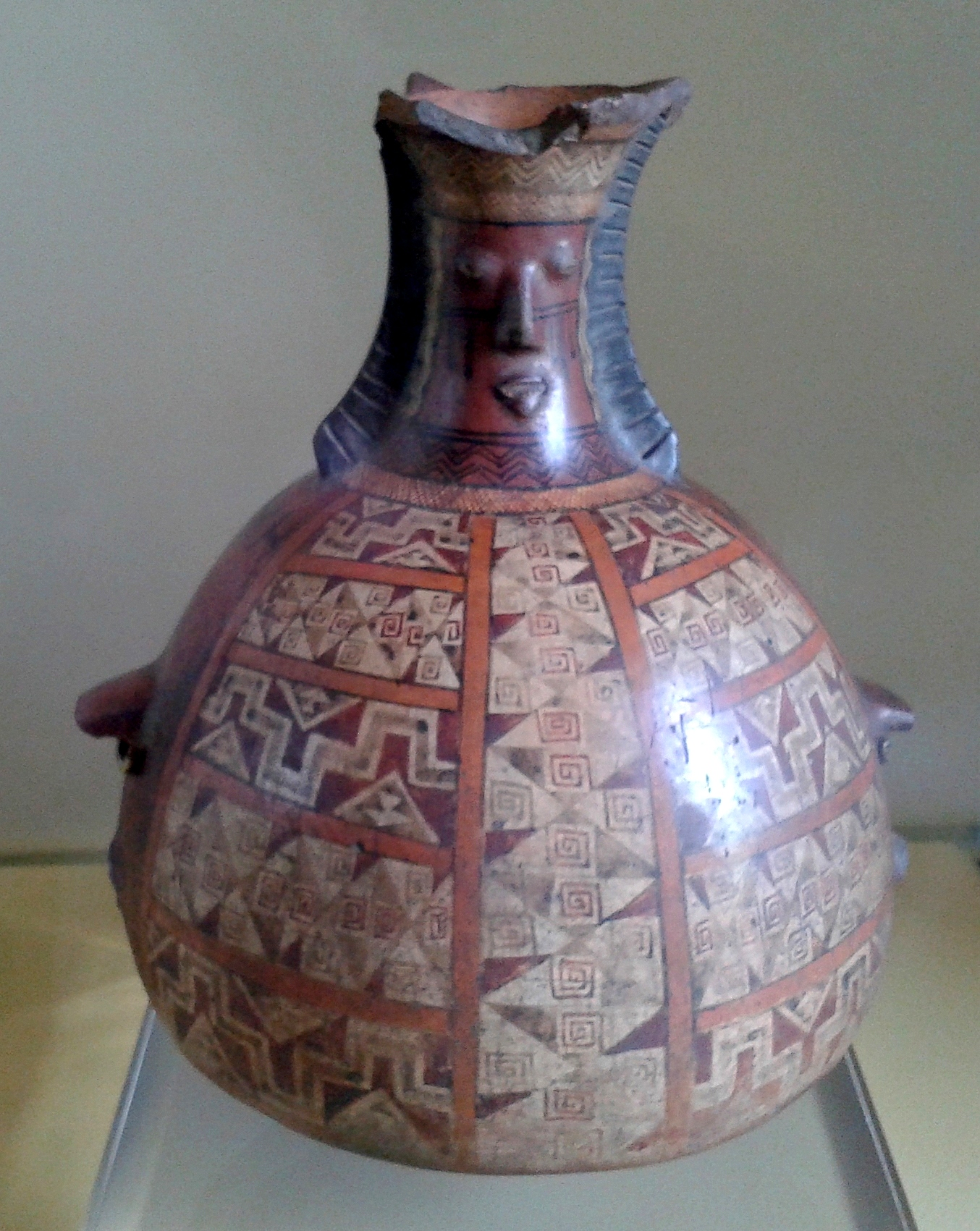
Keramikvase der Inkazivilisation (ca. 15. Jh.)
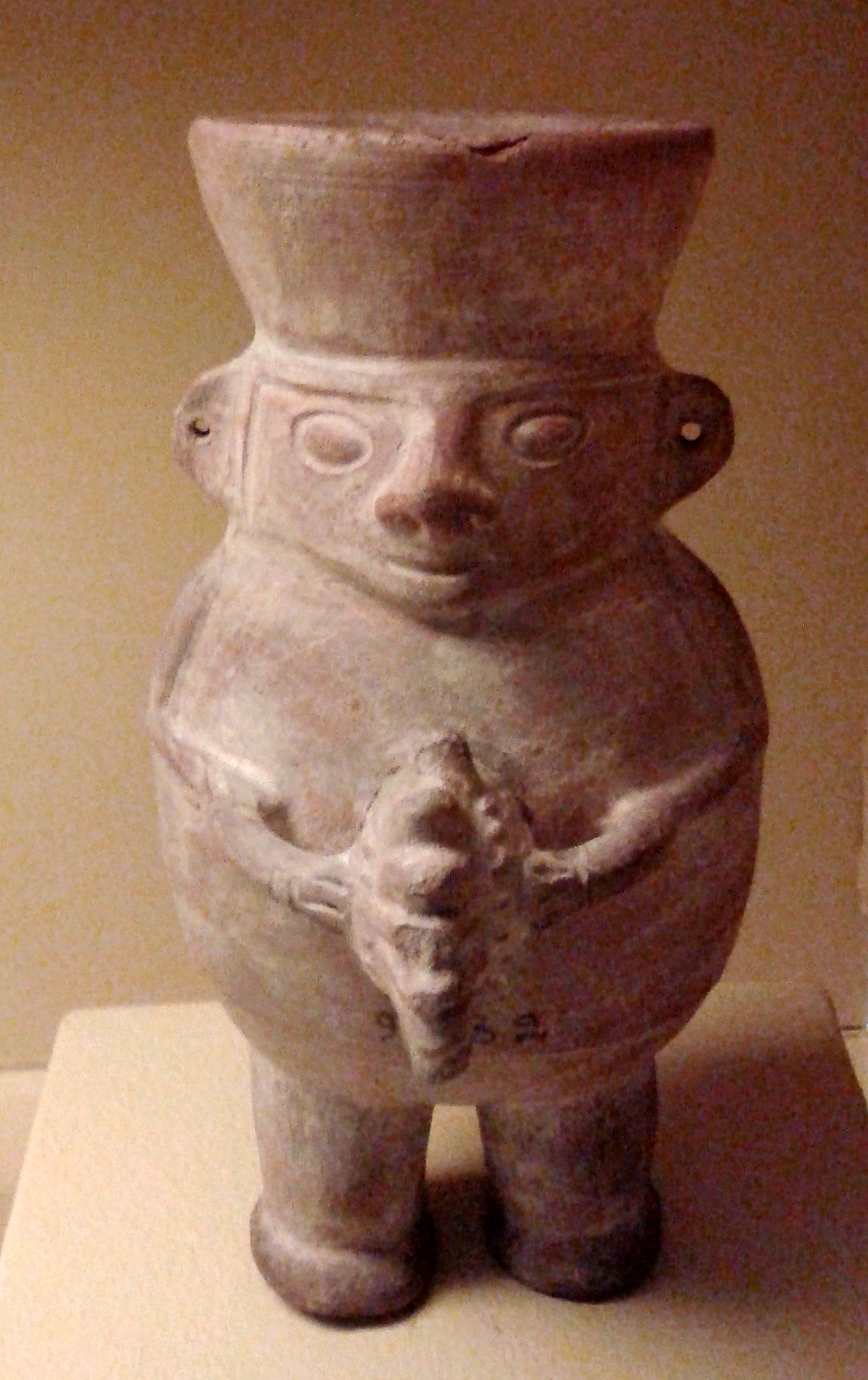
Keramikfigur der Wari-Kultur aus Peru (ca. 500–1200)
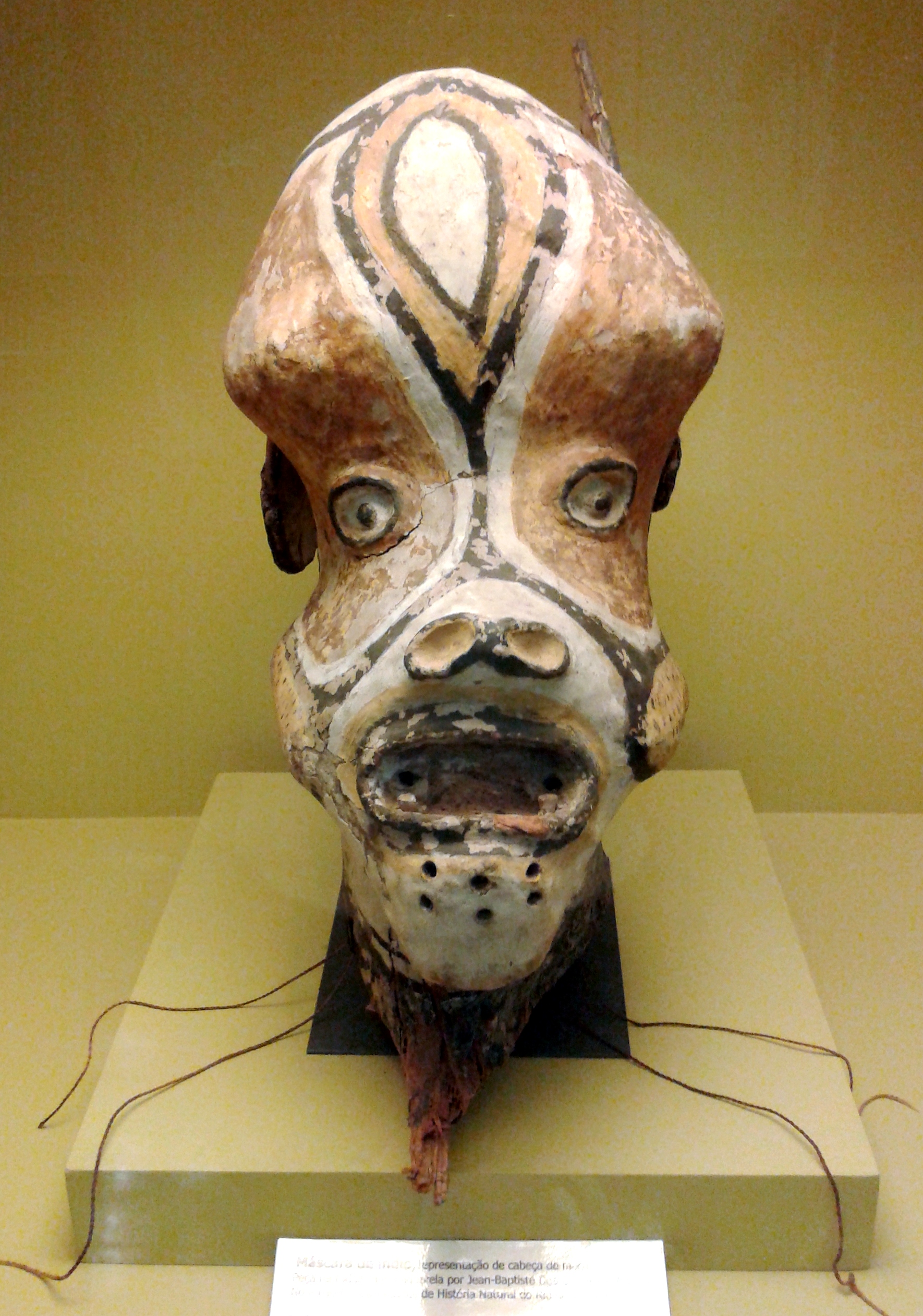
Maske der Ticuna aus der ethnologischen Sammlung mit Darstellung eines Affen (17. oder 18. Jh.)

Eine Sammlung an Kulturobjekten (Keramiken, Werkzeuge, Waffen, Schmuck) der österreichischen Missionare Karl und Anton Lukesch wurde im März 2020 vom Land Steiermark an Vertreter Brasiliens geschenkt. Das Nationalmuseum erhielt damit einige neue Exponate als Beitrag zum Ausgleich der Brandverluste. An die Schenkung war die Bedingung geknüpft, dass die ursprünglichen Besitzer am Rio Xingu über die Schenkung informiert würden.

## Veröffentlichungen
Neben einer wissenschaftlichen Buchreihe, ergänzt seit 2013 durch eine Buchreihe in digitaler Form, veröffentlicht das Museum periodisch
- Archivos do Museu Nacional, Band 1, 1876 f., ISSN 0365-4508[10]
- Boletim do Museu Nacional in vier thematischen Unterreihen für Anthropologie, Botanik, Geologie und Zoologie[11]